# Priorato de Silverstream
El Priorato de Silverstream es un monasterio de la Iglesia católica en Stamullen, Condado de  Meath, Irlanda, fundado en 2012.  El monasterio es un priorato diocesano autónomo de Monjes Benedictinos de Adoración Perpetua.
Mark Daniel Kirby (b. 1952) es el fundador y desde 2017, el superior.

## Historia
La historia de la comunidad empezó en Oklahoma en 2007, cuando el obispo Edward James Slattery de la Diócesis de Tulsa invitó al Padre Mark Daniel Kirby, entonces un monje cisterciense, para formar un monasterio con la misión de proporcionar asistencia espiritual para el clero católico. En 2009, un año designado por el Papa Benedicto XVI como "año del sacerdote", el obispo inauguró la comunidad bajo el nombre de Monasterio de Nuestra Señora del Cenáculo. En 2011, una inundación en Tulsa hizo la residencia de la comunidad inhabitable, y el Padre Kirby obtuvo del obispo Slattery el  permiso para mover la comunidad.
En otoño de 2011, los monjes estuvieron invitados por el obispo Michael Smith para reubicarse  a la Diócesis de Meath.  En marzo de 2012, la comunidad se trasladó a una antigua casa religuiosa en el pueblo de Stamullen en el Condado de  Meath. Basado en un nombre geográfico local,  adoptaron el nombre de Priorato de Silverstream para el monasterio.
En febrero de 2017, la comunidad logró un hito con la aprobación formal de sus constituciones por la Santa Sede, dando lugar al establecimiento canónico de   los Monjes Benedictinos de Adoración Perpetua como un instituto monástico   de vida consagrada en la diócesis de Meath. Esto hizo del Priorato de Silverstream el primer monasterio nuevo en el condado desde la abolición de monasterios por Enrique VIII en 1536.

## La vida
El monasterio pone un énfasis especial en la Adoración Eucarística para la santificación de sacerdotes católicos.  Los monjes celebran la liturgia benedictina tradicional (Oficio Divino y la Misa), en latín y con canto gregoriano, según la forma extraordinaria del Rito Romano de 1962.
El monasterio se dedica en una manera especial a las enseñanzas de Santa Teresa del Niño Jesús y de la Santa Faz (a quien la iglesia monástica y las tierras del Priorato de Silverstream fueron originalmente dedicado en 1946), beato Columba Marmion, y Madre Mechtilde del Santísimo Sacramento.

## Edificios del Priorato
La casa del priorato fue originalmente construida en 1843 por la familia Preston (el Viscounts Gormanston), y estuvo habitado por los Hermanos Hospitallers de Juan de Dios Santo de 1941 a 1955 y luego por las monjas contemplativas de la Orden de la Visitación de Santa María de 1955 a 2010.
La iglesia del priorato, dedicada a Santa Teresa de Lisieux fue construido en 1952 cuando los Hermanos de san Juan de Dios residían en Silverstream.